# Бронзовокрылая утка
Бронзовокрылая утка (лат. Speculanas specularis, Син. Anas specularis) — вид водоплавающих птиц из семейства утиных, единственный в роде Speculanas. Обычно обитают рядом с лесными речками и быстрыми ручьями в предгорьях Анд, в центральной и южной части Чили. Этих уток часто путают с обычными речными утками, хотя на самом деле ближайшим их родственником являются Хохлатые утки или Бразильский чирок, которые также образуют монотипический род. Вместе они принадлежат к южноамериканской линии, которая произошла немного ранее от обычных речных уток, и может включать уток-пароходов.
Названный так из-за своего бронзового оперения, этот вид также известен как «Пато Перро» или «собачья утка», из-за похожих на лай собаки звуков, издаваемых в брачный период.
Половой диморфизм не выражен.